# Susanne Pedersen
Susanne Pedersen (født 14. januar 1953) er en dansk bordtennisspiller. Hun har vundet 12 danske mesterskaber i single, 14 i double, syv i mixeddouble og syv holdmesterskaber, og er den mest vindende kvindelige bordtennisspiller i Danmark.
Ud over seniorkarrieren har hun vundet alle mesterskaber fra pige single til old boys single.